# Ostkaka
Ostkakaⓘ (Schwedisch Käsekuchen) ist ein schwedischer Käsekuchen, der seine Wurzeln in Hälsingland und Småland hat. Der Kuchen wird traditionell warm oder lauwarm mit Marmelade und Sahne, Früchten oder Eiscreme gegessen.

## Rezept

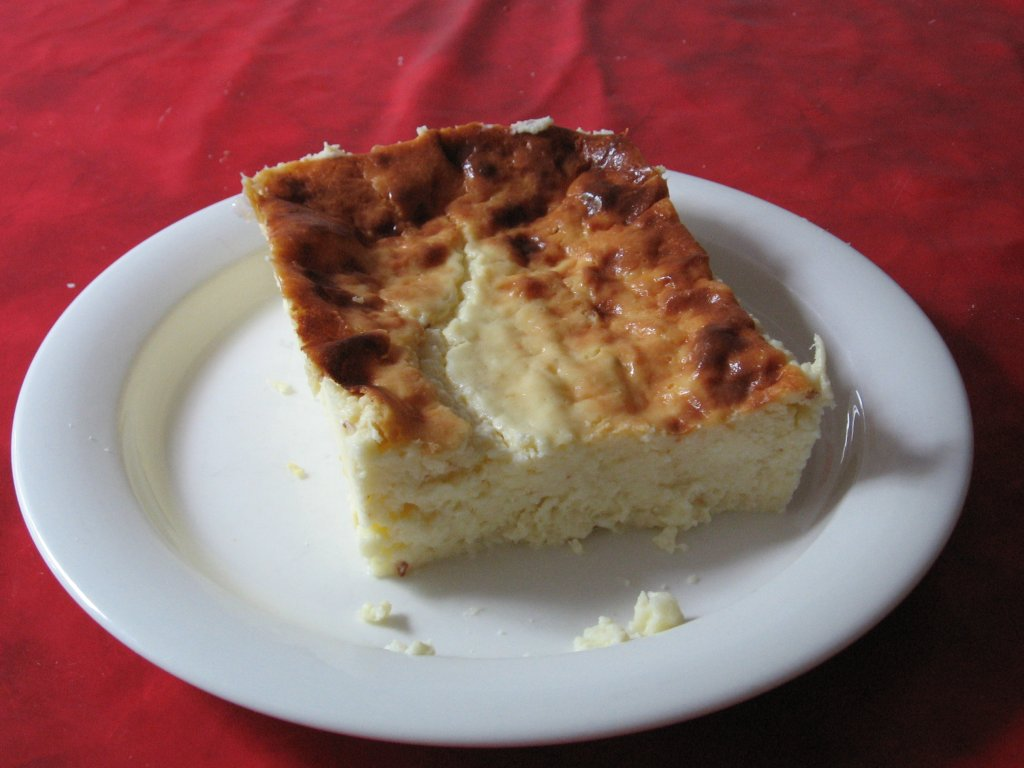
Ostkaka

Ostkaka wird durch Zugabe von Lab zur Milch hergestellt. Zudem lässt man dazu Kasein gerinnen. Danach wird der Kuchen im Ofen gebacken und warm serviert.
Seit 2004 wird in Schweden jedes Jahr am 14. November der Tag des Ostkaka gefeiert.
Er wurde eingeführt und bekannt gemacht von den  Ostkakans vänner (Freunden des Ostkaka), einem gemeinnützigen Verein, der im Frühjahr 2003  gegründet worden ist.